# Flissach
Il Flissach, anche Flyssa, è un'arma bianca manesca del tipo spada tipica del popolo Cabili. Ha lama diritta, monofilare, con punta molto pronunciata, a volte ricurva. L'elsa è interamente in metallo, quasi sempre incisa od intarsiata con ottone, priva di guardia e con pomolo molto pronunciato come nello yatagan degli ottomani.

## Costruzione
Il flissach è una sorta di ibrido tra il costoliere occidentale e lo yatagan dei turchi ottomani:
- come nel costoliere, la lama è diritta, monofilare, con punta molto pronunciata, a volte ricurva;
- l'elsa è priva di guardia e con pomolo molto pronunciato, atto a meglio bloccare la mano dell'utente nel vibrare il pesante fendente. Caratteristica peculiare dell'arma è l'avere elsa interamente in metallo, quasi sempre incisa od intarsiata con ottone.